# Leo Gabriel
Leo Gabriel (ur. 11 września 1902 w Wiedniu, zm. 19 lutego 1987 tamże) – austriacki filozof, w latach 1949-1972 profesor Uniwersytetu Wiedeńskiego. Autor książki Wprowadzenie do myśli indyjskiej.